# FK Pobeda Prílep
|  | Per a altres significats, vegeu «Pobeda». |

El FK Pobeda Prílep (en macedoni ФК Победа) és un club de futbol macedoni de la ciutat de Prílep.

## Història
Evolució del nom:
- 1941: Goce Delcev Prílep
- 1950: FK Pobeda Prílep

## Palmarès
- Lliga macedònia de futbol: 2
  - 2004, 2007

- Copa macedònia de futbol: 1
  - 2002